# Tormellas
Tormellas – gmina w Hiszpanii, w prowincji Ávila, w Kastylii i León, o powierzchni 9,22 km². W 2011 roku gmina liczyła 65 mieszkańców.